# Contabilidade gerencial em transportes
AContabilidade Gerencial no transporte rodoviário de cargas não é uma rotina fácil de ser implantada, caso a empresa em questão não tenha uma organização dos dados. É importante reconhecer que não há uma volumosa fonte de informação para ajudar na implantação duma Contabilidade Gerencial no transporte rodoviário de cargas.
Importante ressaltar que aqui o foco é a empresa de transporte rodoviário de cargas; e muito das teorias descritas aqui podem não coincidir com algum outro ramo de atividade, mesmo no transporte. Preferencialmente, ainda, o foco é em cargas fracionadas.
A dificuldade concentra na quantidade de filiais que uma empresa de transporte é obrigada a ter. Face a essa questão, todo dirigente quer saber qual retorno individual destas filiais. Logo, como ter resultado individual se o trabalho é interdependente? Ou seja, uma filial trabalha para a outra, movimenta cargas que a outra filial vendeu. Para quem vive a frente da Contabilidade Gerencial de uma transportadora sabe desta questão. Sabe desta dificuldade. Assim, aos ouvidos de outros profissionais pode soar que isto não é um problema.
Na Contabilidade Gerencial do transporte, focando resultado das filiais, não há um conceito formado sobre como mensurar o resultado das filiais, diferente do que acontece no ramo industrial e comercial, aonde há uma vasta temática literária sobre o assunto.

## VISÃO OPERACIONAL EECONÔMICA
Um dos principais instrumentos gerenciais que uma transportadora deve possuir é o GRAFICO DE MOVIMENTAÇÃO DE CARGAS ENTRE FILIAIS. Nele, entre os próprios aspectos econômicos e operacionais, fica visível a interdependência de filiais; uma trabalhando para as outras, para entregar ou coletar cargas das outras.
Esse gráfico é centralizador de várias rotinas que visam ter uma Contabilidade Gerencial numa empresa de transporte rodoviário de cargas.

## A PRÁTICA
É preciso dividir os tipos de gastos em duas partes: Os gastos externos das filiais (de mensuração fácil) e os gastos internos das filiais, que são os complicados. 
Os gastos externos são, principalmente de maior valor, os custos de transferir cargas de uma filial para outra. Tais custos são fáceis de ratear entre as filiais, pois o profissional pode decidir em rateá-los pelo peso transportado ou pelo preço do frete (não preço do carreto). Cada conhecimento de carga tem peso e valor. Basta decidir qual melhor alternativa, sendo aconselhável pelo peso, já que é a principal variável na contratação de um carreteiro.
Assim, os custos externos já têm um rumo de contabilização gerencial. Atenção: Não confundir Contabilidade Gerencial com a Fiscal.
Quanto aos gastos internos das filiais, principalmente, os custos de coleta e entrega, aluguel, funcionários da filial e manutenção da frota da filial, esses são os de mensuração difícil. Porquê? Por que eles são dispendidos por todas as cargas que passam na filial, tanto pelos fretes que a própria filial vendeu, quanto pelos fretes vendidos em outras filiais.
Para solucionar ou tentar solucionar esse dilema, basta determinar o volume total de cargas movimentado pela filial, separando o volume de cargas oriundas de fretes que ela vendeu e o volume de cargas oriundas do frete que outras filiais venderam. A partir daí, tendo uma tabela de todas as filiais, como todo esse movimento, faz-se uma espécie de débito. Para fazer esse débito é preciso ter o somatório dos gastos internos das filiais. 
Todas as filiais precisam estar demonstradas, além de ter o somatório total.
Por trás de tudo isto tem, tem um longo processo de ordenação dos dados contábeis e econômicos da empresa de transportes, organizados de tal maneira a atingir a proposta de implantação da Contabilidade Gerencial. Boa parte das informações são alimentadas pela própria sistemática fiscal, devidamente adaptada ao processo gerencial e custos.